# Vinzenz Baldemair
Vinzenz Baldemair (* 26. Jänner 1940 in Bad Häring; † 17. August 2012 in Mattsee) war österreichischer Theologe und Propst vom Stift Mattsee.
Vinzenz Baldemair wuchs in einer kleinbäuerlichen Familie in Tirol auf. Der Vater war Krippenbauer.
Baldemair maturierte am Kollegium Borromaeum Salzburg und studierte Theologie in Salzburg und Münster in Westfalen, wo auch Joseph Ratzinger sein Hochschullehrer war. Danach machte er neben seinem Priesteramt am Orff-Institut des Mozarteum ein Lehramtsstudium für elementare Musik- und Bewegungserziehung.
Als Priester war er Kooperator in Sankt Georgen bei Salzburg, Taxham und Sankt Andrä im Lungau und war bei der Katholischen Aktion Geistlicher Assistent für die Mädchenjungschar, für die Frauenbewegung und Männerbewegung. Von 1974 bis 2009 war er Stiftspfarrer in Mattsee und von 1981 bis 1997 Provisor der Pfarre Schleedorf.
1996 wählte das Kapitel vom Stift Mattsee Vinzenz Baldemair zum 42. Propst und wurde von Erzbischof Georg Eder bestätigt.

## Auszeichnungen
- 2010 Ehrenbürger der Gemeinde Mattsee[2]

## Publikationen
- Betrachtungen zum Mattseer Kreuzweg von Vinzenz Schreiner. Stift Mattsee, Mattsee 2008.